# Дукол (Белуно)
Дукол (итал. Ducol) је насеље у Италији у округу Белуно, региону Венето.
Према процени из 2011. у насељу је живело 13 становника. Насеље се налази на надморској висини од 547 м.